# .cy
.cy ist die länderspezifische Top-Level-Domain (ccTLD) der Republik Zypern. Sie existiert seit dem 26. Juli 1994 und wird von der ortsansässigen Universität Zypern verwaltet.

## Voraussetzungen
Eine .cy-Domain darf nur von Personen oder Organisationen beantragt werden, die einen Wohnsitz beziehungsweise eine Niederlassung in der Republik Zypern besitzen. Bei der Registrierung ist es notwendig, eine Kopie des Personalausweises oder einen gültigen zypriotischen Handelsregisterauszug vorzulegen. Für Unternehmen gilt ferner die Beschränkung, dass insgesamt nicht mehr als zehn Domains angemeldet werden dürfen. Ferner muss die Domain der Firma oder der Bezeichnung eines Produkts entsprechen.
In Ausnahmefällen kann die Vergabestelle von der Pflicht absehen, einen Sitz in der Republik Zypern vorzuweisen. Zumindest der Admin-C muss aber seinen Wohnsitz in der Republik Zypern haben, wobei diese Tätigkeit auch von einem Treuhänder übernommen werden kann. Adressen mit generischen oder geographischen Begriffen (zum Beispiel Städtenamen) sind von der Anmeldung ausgeschlossen beziehungsweise der jeweiligen Verwaltungsbehörde vorbehalten.
Insgesamt darf eine .cy-Domain zwischen drei und 63 Zeichen lang sein. Die Verwendung von Sonderzeichen ist derzeit nicht möglich. Ein Inhaberwechsel wird ebenfalls nicht unterstützt, zur Übertragung muss eine Domain also gelöscht und vom neuen Besitzer erneut beantragt werden.

## Third-Level-Domain
Die Vergabestelle bietet neben Domains auf zweiter Ebene auch die Registrierung auf dritter Ebene an. Diese richten sich an bestimmte Einrichtungen beziehungsweise Branchen:
- ac.cy für akademische Einrichtungen und Forschungsinstitute
- net.cy für Internetdienstanbieter
- gov.cy für staatliche Einrichtungen
- org.cy für gemeinnützige Organisationen
- pro.cy für Berufsverbände
- name.cy für natürliche Personen
- ekloges.cy für Organisationen und Personen, die mit Wahlen zu tun haben
- tm.cy für registrierte Handelsmarken
- ltd.cy für private und öffentliche Aktiengesellschaften
- biz.cy für andere registrierte Unternehmen
- press.cy für Presseorganisationen und Verlage
- parliament.cy für das Parlament und zugehörige Personen
- com.cy für Wirtschaftsunternehmen

## Sonstiges
Im Jahr 2008 fiel die Top-Level-Domain .cy dadurch auf, dass die Vergabestelle entgegen dem Trend in der Branche die Preise nicht erhöht, sondern gesenkt hat.